# Corps Pomerania Greifswald
Le Corps Pomerania Greifswald est une fraternité étudiante combattante portant couleur (de) et la plus ancienne corporation de l'université de Greifswald.

## Histoire
Le corps est fondée le 5 novembre 1810 à l'Alma Mater Gryphiswaldensis, alors suédoise. Contrairement à d'autres universités, Greifswald n'a pas de Landsmannschaft plus marquée auparavant, car les étudiants poméraniens les plus riches étudient dans des universités extérieures, les étudiants d'autres régions allemandes ne viennent guère à Greifswald et les inscrits sont donc pour la plupart des Kümmeltürken (de), c'est-à-dire des Poméraniens moins aisés. La communauté estudiantine se divise uniquement entre Poméraniens et Suédois et ne connaît pas d'autres regroupements nationaux. La fondation de la Pomerania met fin à cette situation. En 1813, les membres originaires de Poméranie-Occidentale suédoise fondent l'association fille Sueco-Pomerania, qui est à nouveau absorbée par Pomerania après l'intégration de la région à la Prusse (1815). Le 22 août 1816 se constitue la Neopomerania, qui disparaît dès la fin de l'année 1817. Le nom Neopomerania fait également référence à l'ancien territoire suédois, désormais appelé "Nouvelle Poméranie-Occidentale".
En 1816, la Pomerania est interdite par les autorités académiques. Reconstituée secrètement la même année, elle est ajournée en 1817. L'association Pomerania Greifswald reprend ses activités en 1819 et se reconstitue le 12 juin 1829 avec les anciennes couleurs et l'ancienne devise. En 1834, 1847, 1873 et 1876, il faut ajourner chaque fois pour un semestre. Dans ses premières années, le Landescorps (de) Poméranie entretient des liens étroits avec les corps du même nom à Francfort-sur-l'Oder, Göttingen, Halle-sur-Saale et Berlin.
Dès 1858, dix ans après la fondation de la KSCV, la Pomerania fournit le président de l'oKC de Heidelberg en la personne de Theodor Eiserhardt. Elle est elle-même à trois reprises le corps de faubourg (de) présidant la KSCV et, en 1870, elle fournit le président de l'oKC avec Fritz Siemens (de) (1870), Carl Colley (1890) et Alfred Solger (1908).
En raison de la Première Guerre mondiale, la Pomerania est restée inactive de 1914 à 1919. Comme tous les corps, il doit être suspendu en 1935 à l'époque national-socialiste. Les anciens soutiennent la camaraderie SC Yorck, qui existe d'août 1937 à mars 1945 et est basée sur la tradition du Corps Borussia (de). Après la Seconde Guerre mondiale, la reconstitution dans la zone d'occupation soviétique et en République démocratique allemande est impossible ; cependant, l'héritage du corps est entretenu par les membres du Corps Saxonia Göttingen jusqu'à la chute du mur. Les fils d'anciens membres de Saxonia reçoivent le ruban de Poméranie s'ils ont combattu une mensur sous leurs couleurs. Faute de membres actifs, une reconstitution doit être ajournée deux fois depuis lors. Pomerania est à nouveau active depuis 2005 et a son siège à Greifswald depuis 2006. Lors de la 200e fête de la fondation (2010), l'ancien ministre-président de Mecklembourg-Poméranie-Occidentale Alfred Gomolka prononce le discours d'ouverture.

## Couleur et devises

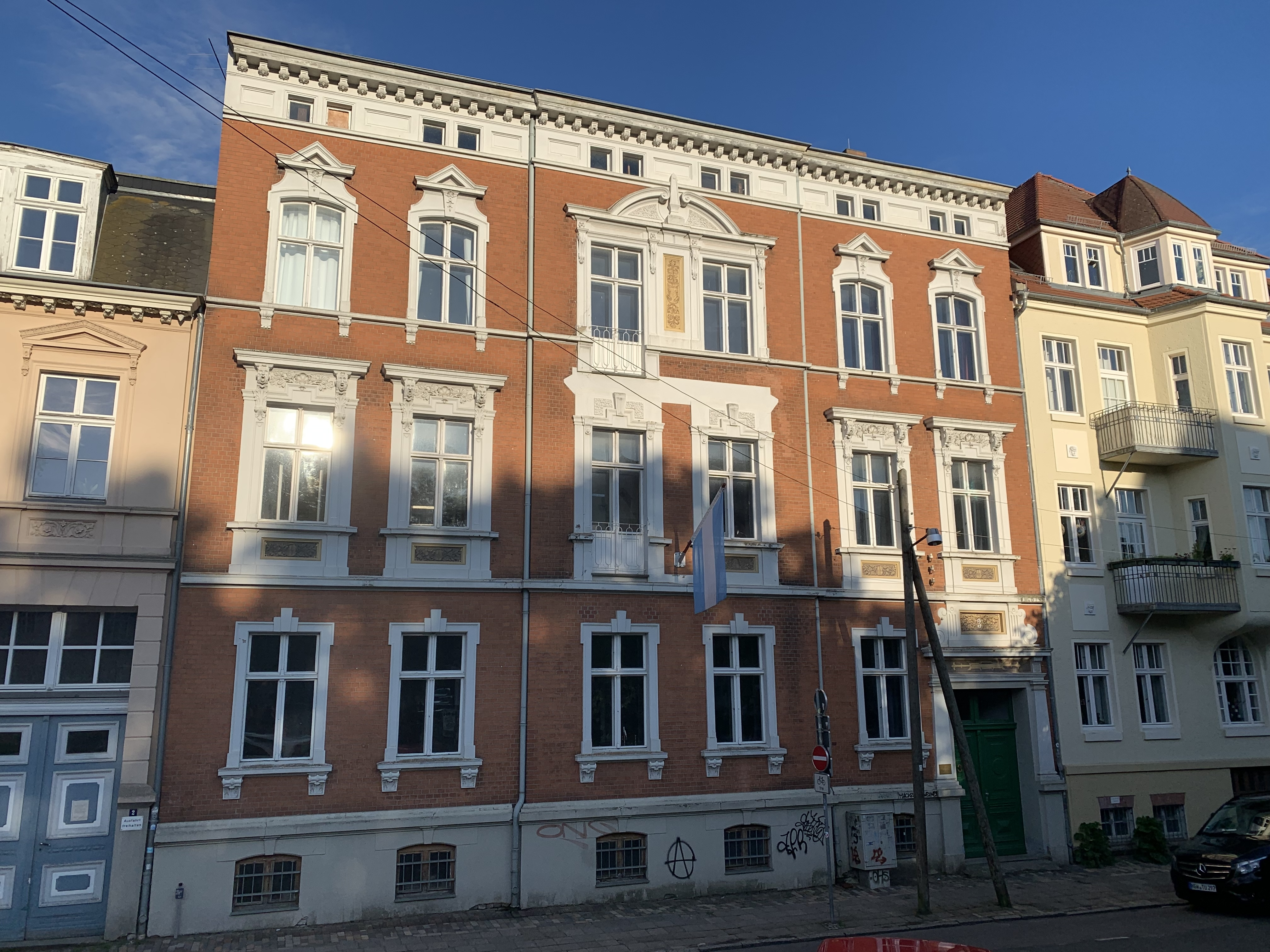
Maison du corps Pomerania d'aujourd'hui (2021)

Le ruban de garçons du corps est bleu éther-argent-bleu éther, le ruban de renards est blanc-bleu éther sur percussion argentée. La casquette étudiante (de) est bleu éther.
Devises
Ubi patria, ibi bene !
Blau wie der Äther ist unser Panier, fest wie die Eiche im Sturm stehen wir!
Devises sur les armoiries
Unsern Bund trennt nur der Tod!
v. f. i. f. i. = vivat fratres intimo foedere iuncti
Pomerania sei's Panier!
g n v = gladius noster vindex

## Relations extérieures
Il existe une relation de cartel avec le Corps Saxonia Göttingen. La Pomerania est amie avec les corps Hansea Bonn, Franconia Jena (de), Guestphalia Halle (de) et Franconia München (de). Jusqu'à sa suspension en 1866, il existait un cartel avec Marchia Halle (de).

## Membres notables

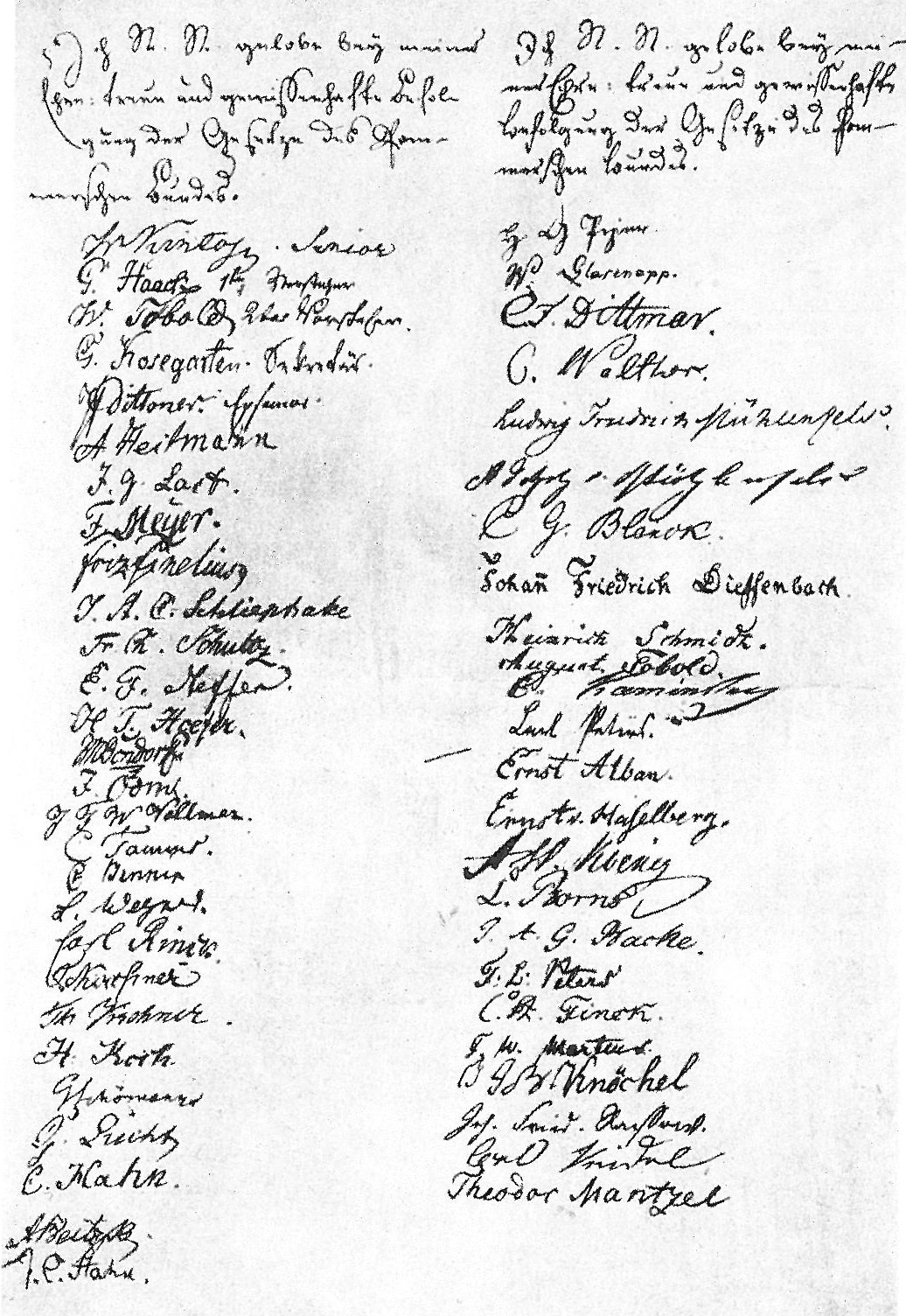
Première liste des membres de Pomerania dans les archives de l'Université de Greifswald

- Ernst Alban (de) (1791–1856), médecin et ingénieur en mécanique
- Dietloff von Arnim (1876-1945), administrateur de l'arrondissement de Jüterbog-Luckenwalde, directeur d'état, plus tard gouverneur de la province de Brandebourg
- Hans Karl Barkow (de) (1798–1873), anatomiste et physiologiste
- August Friedrich Barkow (de) (1791–1861), juriste
- Wilhelm von Becker (de) (1835-1924), membre honoraire de Poméranie, maire et citoyen honoraire de Cologne
- Hans-Henning Becker-Birck (de) (1937-2013), administrateur de l'arrondissement de Stormarn
- Karl von Behr (de) (1864-1941), conseiller du cabinet de l'impératrice Augusta-Victoria
- Ludolf von Bismarck (de) (1834–1924), administrateur de l'arrondissement de Stendal, Landeshauptmann de l'Altmark
- Gustav Bödcher (de) (1836-1899), maire d'Halberstadt
- Joachim von Bonin (de) (1857-1921), administrateur de l'arrondissement d'Apenrade (de) et de l'arrondissement de Stormarn, député de la chambre des représentants de Prusse
- Eckard Briest (de) (1909–1992), ambassadeur
- Karl von Buchka (de) (1856-1917), chimiste allemand et fonctionnaire du Reich
- George Degner (de) (1847–1894), médecin et chirurgien de bord germano-américain
- Johann Friedrich Dieffenbach (1792–1847), fondateur de la chirurgie plastique en Allemagne
- Peter Eich (de) (1837-1919), administrateur de l'arrondissement de Daun et de Clèves, membre du parlement provincial de Rhénanie
- Hasso von Etzdorf (1900-1989), ambassadeur à Londres
- Otto Fitzner (de) (1888-1945), chef d'entreprise en Silésie
- Konrad Gesterding (de) (1848-1917), juge et avocat administratif en Poméranie, député de la chambre des seigneurs de Prusse
- Franz Wilhelm von Gottberg (de) (1824–1869), capitaine de digue, membre honoraire de Pomerania
- Wolfgang von der Groeben (né en 1937), avocat administratif
- Gustav von Hagenow (de) (1841-1908), administrateur de l'arrondissement de Grimmen, propriétaire de manoir, député de la chambre des représentants de Prusse
- Hermann Haken (de) (1828-1916), maire de Stettin, député de la chambre des représentants de Prusse, député de la chambre des seigneurs de Prusse, citoyen d'honneur de Colberg et Stettin
- Christian Adolf Hasert (de) (1795–1864), théologien évangélique luthérien et éducateur
- Oscar Hasse (de) (1837–1898), médecin, pionnier de la transfusion sanguine
- Hans Helfritz (de) (1877–1958), juriste
- Adam Werner von Heyden (de) (1852-1888), administrateur de l'arrondissement de Demmin
- Ernst Holtz (de) (1854-1935), administrateur de l'arrondissement de Kattowitz (de), président du district d'Oppeln, sous-secrétaire d'État, président en chef de la Chambre des comptes de Potsdam et de la Cour des comptes du Reich allemand
- Friedrich Hueter (de) (1897-1967), administrateur de l'arrondissement de Weißensee (de), de l'arrondissement de Lübbecke (de) et de l'arrondissement de Höxter
- Rudolf Jenett (de) (1914–1998), général de l'armée de l'air
- Alexander von Kameke (de) (1887-1944), propriétaire foncier et membre assassiné de l'Église confessante
- Martin Kirchhoff (de) (1860–1929), administrateur de l'arrondissement de Schrimm
- Gottfried Kosengarten (de) (1792–1860), orientaliste
- Franz Krahmer (de) (1851-1930), administrateur de l'arrondissement de Thorn (de), président du district de Posen
- Gustav Kratz (1829–1864), archiviste et historien de l'histoire régionale de Poméranie
- Franz Lusensky (de) (1862–1924), directeur ministériel au ministère prussien du commerce, député de la chambre des représentants de Prusse
- Harald Mandt (de) (1888-1974), vice-président du Rotary International
- Max Maercker (de) (1842-1901), chimiste agricole allemand
- Friedrich Wilhelm Martens (de) (mort en 1861), administrateur de l'arrondissement d'Allenstein, député de la chambre des représentants de Prusse
- Carl Mosler (de) (1869-1905), administrateur de l'arrondissement de Schildberg (de)
- August Mühlenbeck (de) (1821–1892), propriétaire du manoir, député de la chambre des représentants de Prusse
- Ludwig von Mühlenfels (de) (1793–1861), juge
- Gustav Nachtigal (1834–1885), explorateur de l'Afrique
- Karl Otto von der Osten (de) (1800-1872), avocat et notaire, propriétaire de manoir, député du parlement de l'Union d'Erfurt
- Carl Päpke (de) (1797–1858), maire de Greifswald
- Georg Reuter (de) (1855-1930), président du tribunal régional supérieur de Naumbourg (de)
- Udo de Roberti-Jessen (de) (1874–1953), administrateur de l'arrondissement de Witkowo (de) et de l'arrondissement de Filehne
- Peter Rohde (de) (1940–2015), ingénieur, directeur industriel
- Ernst Schlange (de) (1888-1947), avocat, 1935 président du KSCV et du VAC, Gauleiter du NSDAP
- Georg Friedrich Schömann (de) (1793–1879), philologue classique
- August Schröder (de) (1800–1883), philologue classique
- Richard Sigmund Schultze (de), maire et citoyen d'honneur de Greifswald
- Kurt Detloff von Schwerin (de) (1853-1908), administrateur de l'arrondissement d'Usedom-Wollin, chef de la police, président du district de Köslin
- Fritz Siemens (de) (1849-1935), psychiatre en Poméranie, président de l'OKC 1870
- Adolph von Sprewitz (de) (1800-1882), membre de la fraternité et inspecteur en chef
- Ernst Stampe (de) (1856-1942), juriste et avocat libre
- Hermann von Vahl (de) (1826–1892), conseiller judiciaire, député de la chambre des représentants de Prusse, député du Reichstag
- Hermann Vermehren (de) (1792–1858), membre du clergé évangélique luthérien et conseiller consistorial
- Paul Vogt (de) (1844-1885), chirurgien, professeur à Greifswald
- Gustav Voigt (de) (1886-1970), administrateur de l'arrondissement de Sangerhausen (de) et l'arrondissement du duché de Lauenbourg
- Johannes Gottlob Paul Voigt (de) (1889-1954), administrateur de l'arrondissement d'Hanau (de), membre du conseil d'administration et directeur de Maschinenfabrik Buckau R. Wolf AG à Magdebourg, membre du conseil d'administration de Berlin-Karlsruher Industrie-Werke AG à Berlin, président du tribunal administratif de l'État d'Oldenbourg
- Friedrich Wilhelm Weber (de) (1813–1894), médecin et poète
- Richard Wellmann (de) (1830-1910), major, député de la chambre des représentants de Prusse
- Felix Wesener (de) (1855-1930), professeur de médecine interne
- Kurt Wittmer-Eigenbrodt (de) (1889-1975), avocat, agriculteur et député du Bundestag
- Wilhelm Ziegler (de) (1835–1897), lieutenant général prussien